# Iron Rattler
Iron Rattler (voorheen bekend als The Rattler) is een hybride achtbaan in het pretpark Six Flags Fiesta Texas in de Amerikaanse stad San Antonio.

## The Rattler
Bij de opening van The Rattler in 1992 was het de grootste houten achtbaan ter wereld, met een hoogte van 55 meter en een eerste val van 50 meter. De achtbaan behield deze titel totdat Kings Island de achtbaan Son of Beast opende.

## Iron Rattler
The Rattler sloot in 2012, maar op 25 mei 2013 opende Iron Rattler op dezelfde plaats. Voor deze achtbaan werden de steunbalken van de vorige attractie behouden en werden de sporen vervangen door metalen rails. Tijdens die restauratie en veranderingen werden er tevens enkele aanpassingen aan de attractie gedaan. Iron Rattler was de eerste hybride achtbaan die een inversie maakt.